# Państwowy Urząd Kontroli Ubezpieczeń
Państwowy Urząd Kontroli Ubezpieczeń (PUKU) – instytucja nadzoru ubezpieczeniowego w II Rzeczypospolitej funkcjonująca w latach 1922–1939 i sprawująca nadzór nad systemem prywatnych i państwowych ubezpieczeń majątkowych.
Utworzony 22 września 1922 z połączenia Urzędu Nadzoru nad Zakładami Ubezpieczeniowymi i Polskiej Dyrekcji Ubezpieczeń Wzajemnych. Podlegał bezpośrednio ministrowi skarbu. Podstawowym zadaniem PUKU była systematyczna kontrola działalności zakładów ubezpieczeniowych. Wyniki kontroli publikowano w Rocznikach PUKU. Przeprowadził unifikację prawa ubezpieczeniowego i opracował wiele projektów ustawodawczych - m.in. przymusowego ubezpieczenia od ognia i ubezpieczenia pojazdów mechanicznych. Działał do agresji III Rzeszy i ZSRR na Polskę we wrześniu 1939 i okupacji terytorium kraju przez Wehrmacht i Armię Czerwoną.